# Un million (Maupassant)
Un million est une nouvelle de Guy de Maupassant, parue en 1882.

## Historique
Un million est initialement publiée dans la revue Gil Blas du 2 novembre 1882, sous le pseudonyme Maufrigneuse. Elle sera réécrite deux ans plus tard sous le titre L'Héritage.

## Résumé
Léopold Bonnin est commis dans un ministère. Il pense comme tout le monde, arrive à l’heure à son travail, est fort droit pour tout ce qui touche à l’argent et ne fait pas d’histoire. Il a épousé la fille d’un collègue pauvre. Le couple n’a pas d’enfant, non par choix, mais c’était comme ça, et ils s’en trouvent bien.
La belle-tante de Léopold n’a pas eu d’enfant, mais c’est faute de ne pouvoir en avoir. Elle a longtemps et ardemment désiré que sa nièce et Léopold aient un descendant. Elle a fait un mariage d’amour et se trouve à la tête d’un million de francs, somme qui, à son décès, irait immanquablement dans la poche de Léopold et de sa femme.
La tante meurt. Elle désigne son futur petit neveu comme héritier et, si cet héritier ne vient pas dans les trois ans, le million sera donné à de bonnes œuvres.
Léopold se met alors ardemment à la tâche, mais rien n’y fait. Ses collègues au ministère le brocardent et lui proposent de venir le remplacer. Sa femme le harcèle pour vivre plus confortablement.
Un an passe, deux ans, toujours pas d’héritier.
Un collègue de Léopold, Frédéric Morel devient un familier du couple et peu de temps après, Madame tombe enceinte…
Les époux courent chez le notaire avec le certificat du médecin et, quand naît le petit Dieudonné, ils touchent le million. Un soir que Léopold rentre à la maison, sa femme lui annonce qu’elle a demandé à Frédéric de ne plus venir chez eux : il a été inconvenant.

## Éditions
- Un million, dans Misti, recueil de vingt nouvelles de Maupassant, Éditions Albin Michel, Le Livre de poche no 2156, 1967.
- Un million, dans Maupassant, Contes et Nouvelles, tome I, texte établi et annoté par Louis Forestier, Bibliothèque de la Pléiade, éditions Gallimard, 1974,  (ISBN 978-2-07-010805-3).